# U-76 (tàu ngầm Đức) (1940)
U-76 là một tàu ngầm tấn công  Lớp Type VII thuộc phân lớp Type VIIB được Hải quân Đức Quốc Xã chế tạo trong Chiến tranh Thế giới thứ hai. Nhập biên chế năm 1940, nó chỉ thực hiện được một chuyến tuần tra duy nhất và đánh chìm được hai tàu buôn có tổng tải trọng 7.290 GRT trước khi bị các tàu khu trục HMS Wolverine và tàu sà lúp HMS Scarborough đánh chìm trong Đại Tây Dương về phía Nam Iceland vào ngày 5 tháng 4, 1941.

## Thiết kế và chế tạo

### Thiết kế
Phân lớp VIIB của Tàu ngầm Type VII là một phiên bản VIIA được mở rộng. Chúng có trọng lượng choán nước 753 t (741 tấn Anh) khi nổi và 857 t (843 tấn Anh) khi lặn). Con tàu có chiều dài chung 66,50 m (218 ft 2 in), lớp vỏ trong chịu áp lực dài 48,80 m (160 ft 1 in), mạn tàu rộng 6,20 m (20 ft 4 in), chiều cao 9,50 m (31 ft 2 in) và mớn nước 4,74 m (15 ft 7 in).
Chúng trang bị hai động cơ diesel Germaniawerft F46 6-xy lanh 4 thì, tổng công suất 2.800–3.200 PS (2.100–2.400 kW; 2.800–3.200 bhp), dẫn động hai trục chân vịt đường kính 1,23 m (4,0 ft), cho phép đạt tốc độ tối đa 17,9 kn (33,2 km/h), và tầm hoạt động tối đa 8.700 nmi (16.100 km) khi đi tốc độ đường trường 10 kn (19 km/h). Khi đi ngầm dưới nước, chúng sử dụng hai động cơ/máy phát điện Brown, Boveri & Cie GG UB 720/8 tổng công suất 750 PS (550 kW; 740 shp). Tốc độ tối đa khi lặn là 8 kn (15 km/h), và tầm hoạt động 90 nmi (170 km) ở tốc độ 4 kn (7,4 km/h). Con tàu có khả năng lặn sâu đến 230 m (750 ft).
Vũ khí trang bị có năm ống phóng ngư lôi 53,3 cm (21 in), bao gồm bốn ống trước mũi và một ống phía đuôi, và mang theo tổng cộng 14 quả ngư lôi, hoặc tối đa 22 quả thủy lôi TMA, hoặc 33 quả TMB. Tàu ngầm Type VIIB bố trí một hải pháo 8,8 cm SK C/35 cùng một pháo phòng không 2 cm (0,79 in) trên boong tàu. Thủy thủ đoàn bao gồm 4 sĩ quan và 40-56 thủy thủ.

### Chế tạo
U-76 được đặt hàng vào ngày 2 tháng 6, 1938, và được đặt lườn tại xưởng tàu của hãng Vegesacker Werft tại Bremen-Vegesack vào ngày 18 tháng 12, 1939. Nó được hạ thủy vào ngày 3 tháng 10, 1940, và nhập biên chế cùng Hải quân Đức Quốc Xã vào ngày 9 tháng 12, 1940 dưới quyền chỉ huy của Hạm trưởng, Đại úy Hải quân Friedrich von Hippel.

## Lịch sử hoạt động
Khởi hành từ Kiel vào ngày 19 tháng 3, 1941, U-76 đi đến Bergen, rồi xuất phát từ cảng Na Uy này vào ngày 28 tháng 3 cho chuyến tuần tra duy nhất trong chiến tranh. Chiếc tàu ngầm tiến vào Bắc Hải, rồi băng qua khe GIUK giữa các quần đảo Faroe và Shetland để tiến vào khu vực Đại Tây Dương về phía Tây Scotland và Ireland. Ở vị trí giữa Đại Tây Dương về phía Nam Iceland, nó đã đánh chìm tàu buôn Phần Lan Daphne vào ngày 2 tháng 4.
Sang ngày hôm sau 3 tháng 4, U-76 theo dõi Đoàn tàu SC 26 đang trong hành trình từ Sydney, Nova Scotia đến Liverpool. Nó phóng ngư lôi tấn công và đánh chìm chiếc chiếc tàu buôn Anh SS Athenic. 40 người sống sót được chiếc tàu corvette HMS Arbutus cứu vớt. Tuy nhiên vụ tấn công đã làm bộc lộ vị trí chiếc tàu ngầm, và mìn sâu do các tàu khu trục HMS Wolverine và tàu sà lúp HMS Scarborough thả xuống đã đánh chìm U-76 tại tọa độ 58°35′B 20°20′T / 58,583°B 20,333°T. Một thành viên thủy thủ đoàn của U-76 đã tử trận, nhưng 42 người khác đã được cứu vớt và bị bắt làm tù binh chiến tranh.

### Tóm tắt chiến công
U-76 đã đánh chìm được hai tàu buôn tổng tải trọng 7.290 GRT:
| Ngày            | Tên tàu | Quốc tịch | Tải trọng | Số phận      |
| --------------- | ------- | --------- | --------- | ------------ |
| 3 tháng 4, 1941 | Daphne  | Phần Lan  | 1.939     | Bị đánh chìm |
| 4 tháng 4, 1941 | Athenic | Anh Quốc  | 5.351     | Bị đánh chìm |